# Oluwafemi Ajilore
Ebenezer Oluwafemi Ajilore (* 18. ledna 1985, Lagos), známý také jako Femi, je nigerijský fotbalový záložník, momentálně působí v nizozemském klubu FC Groningen.

## Klubová kariéra
S fotbalem začínal v Nigérii v týmu FC Ebedei.
V Dánsku začal svou profesionální kariéru, když čtyři sezony odehrál v prvoligovém FC Midtjylland. V roce 2008 přestoupil do Groningenu, kde pravidelně nastupoval v záložní řadě.

## Reprezentační kariéra
Ajilore byl součástí týmu Nigérie do 23 let, který vybojoval na olympiádě v Pekingu v roce 2008 stříbrné medaile. Premiéru za národní A-tým si odbyl 19. listopadu 2008 proti Kolumbii.

## Osobní život
Ajilore vlastní i ghanský pas.